# Gmina Police Sharki
Gmina Police Sharki, wcześniej Sharki – jacht żaglowy klasy RUBIN, zaprojektowany przez amerykańskie biuro projektowe Sparkman&Stephens, a zbudowany w 1972 r. w Niemczech, dla niemieckiego zespołu, startującego w regatach Admiral’s Cup (pod nazwą Rubin). W 1973 roku zwyciężył w tych regatach.
Następnie pływał pod polska banderą.
22 czerwca 2007 r. jacht Sharki na torze Szczecin Świnoujście zderzył się ze statkiem Fast Sam.
11 sierpnia 2020 r. Gmina Police Sharki uderzył w pławę nr 27 i zatonął w czasie żeglowania po Zatoce Niemieckiej na Morzu Północnym. 13/14 sierpnia jacht został wydobyty z dna na ląd.
Wybudowany został z drewna mahoniowego o poszyciu diagonalnym. Długość całkowita 15 m, szerokość 4,1 m, powierzchnia ożaglowania 78 m². Ożaglowany jako slup. W 2009 roku został zdobywcą nagrody Friendship Trophy.